# Octobre 1781

## Événements
- 14 octobre :

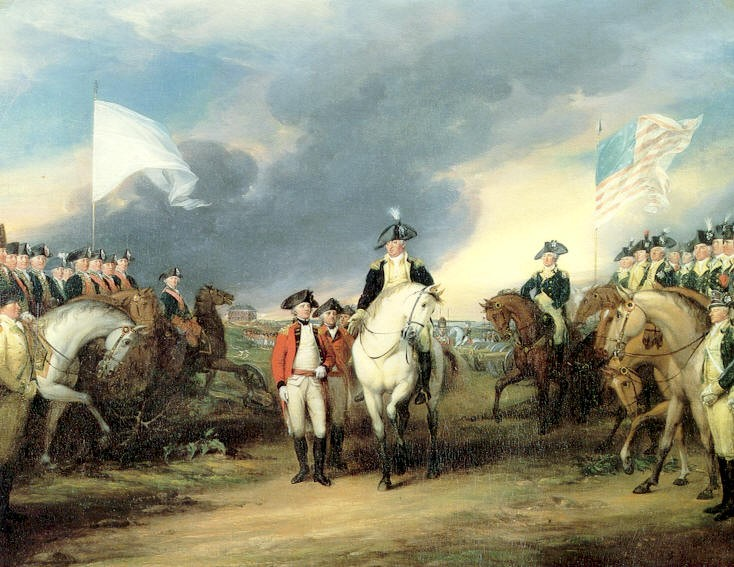
Reddition du Britannique Cornwallis après la bataille de Yorktown, 1781

  - Les discriminations vestimentaires pour les Juifs sont abolies dans les États des Habsbourg. Les Juifs sont autorisés à pratiquer des métiers manuels, à fonder des entreprises industrielles et à fréquenter les universités (2 janvier 1782)[1]. Les Juifs orthodoxes accueillent ce décret avec réserve, craignant l’assimilation de leur communauté.
  - Le duc de Caracciolo, nommé vice-roi de Sicile en mai 1780, prend son poste à Palerme (fin en 1786)[2]. Ancien ambassadeur à Paris, il redonne espoir aux partisans des Lumières des Deux-Siciles, mais sa mort en 1789 et les événements français laisseront le champ libre au conservatisme. Il commence par supprimer le Saint-Office Sicilien, abolit le servage, supprime les corvées, droits de chasse, péages, etc. dont les barons ne pouvaient produire les titres, ainsi que les taxes sur les marchandises exportée hors des fiefs. En 1782, il expose au Parlement son projet de nouveau cadastre pour éliminer les abus et les fraudes et pour répartir plus équitablement la charge fiscale. La noblesse et le clergé s’y opposent.
- 20 octobre : Capitulation de Yorktown. La petite armée britannique est capturée[3].
- 25 octobre : l'escadre de Suffren arrive à Port-Louis, à l’Île de France[4].

## Naissances
- 5 octobre : Bernard Bolzano (mort en 1848), mathématicien bohémien.
- 17 octobre : Johann Friedrich Meckel (mort en 1833), anatomiste allemand.